# Tsa de Tsangletscher
Der Tsa de Tsangletscher – frankoprovenzalisch Gllaciér de la Châl de Champ, französisch Glacier de Tsa de Tsan oder auch Haut glacier de Tsa de Tsan, italienisch Ghiacciaio di Tsa de Tsan – ist ein Gletscher in den Walliser Alpen am Talabschluss des Valpelline im Aostatal.
Der Gletscher mit einer Fläche von etwa drei Quadratkilometern liegt im hohen Talkessel zwischen der Tête de Valpelline (3798 m) im Osten, der Tête Blanche (3710 m) im Norden und dem Grat der Dents des Bouquetins (3838 m) im Westen. Über diese Bergkette verläuft die Staatsgrenze zwischen der Schweiz und Italien.
Im Norden hängt das Gletscherfeld auf dem Col des Bouquetins mit dem Glacier du Mont Miné im Kanton Wallis zusammen. Die in den letzten Jahrzehnten stark geschwundene Gletscherzunge liegt ungefähr auf der Höhe von 2700 m. Neue Modellrechnungen über die Gletscher der Westalpen und des Tsa de Tsangletscher im Besonderen lassen voraussehen, dass dieses Eisfeld bis um 2050 bis auf einen kleinen Rest unter dem Gipfel der Tête de Valpelline fast ganz verschwunden sein könnte.
Der Name des Gletschers ist vom Frankoprovenzalischen Tsa de Tsan abgeleitet. Der Ausdruck Tsa ist vom lateinischen campus abgeleitet und bedeutet im Frankoprovenzalischen, dem Patois des Aostatals «höchste Bergweide». Die Verdoppelung im Toponym Tsa de Tsan ist deshalb als «allerhöchste Alpweide» zu deuten. Tatsächlich liegt die betreffende Alpstufe, auf welcher noch Ruinen einer alten Sennereihütte liegen, weit oberhalb der Alp Pessaou im oberen Tal des Flusses Buthier. Auf der gegenüberliegenden Talseite trägt eine andere Bergweide den Namen Bella Tsa.
In der Nähe des Gletschers befindet sich das Rifugio Aosta des Club Alpino Italiano.